# Zingiberales
Ordre
Classification APG III (2009)
L'ordre des Zingiberales regroupe des plantes monocotylédones.
En classification classique de Cronquist (1981), en classification phylogénétique APG II (2003) et en classification phylogénétique APG III (2009) cet ordre comprend les huit mêmes familles :
- famille Cannaceae, famille du canna
- famille Costaceae
- famille Heliconiaceae
- famille Lowiaceae
- famille Marantaceae, famille de la rouroute
- famille Musaceae, famille du bananier
- famille Strelitziaceae, famille de l'arbre du voyageur et de l'oiseau de paradis
- famille Zingiberaceae, famille du gingembre, du curcuma, de la cardamome, etc.